# 1998 UQ32
1998 UQ32 är en asteroid i huvudbältet som upptäcktes den 30 oktober 1998 av Beijing Schmidt CCD Asteroid Program vid Xinglong-observatoriet.
Asteroiden har en diameter på ungefär 3 kilometer.